# Suicide Solution
Suicide is slow with liquor...

Take a bottle, drown your sorrows...

Then it floods away tomorrows!»
Il suicidio è lento con il liquore...

Prendi una bottiglia, affoga il tuo dolore...

Poi si trascina via dalla corrente i domani!»
(Ozzy Osbourne, Suicide Solution)
Suicide Solution è un brano musicale interpretato da Ozzy Osbourne. È la quinta traccia del suo primo album da solista intitolato Blizzard of Ozz pubblicato nel 1980.

## Controversie
Il 26 ottobre 1984 John McCollum, un ragazzo di 19 anni, venne trovato morto dopo essersi sparato in volto con un colpo di fucile. Al momento del decesso, aveva un walkman e le cuffie nelle orecchie, con dentro una cassetta di Osbourne. Dopo varie indagini, si scoprì che il ragazzo, al momento del gesto, stava ascoltando Suicide Solution, tratto dall'album Blizzard of Ozz.
La "Institute for Bio-Acoustics Research Inc.", società specializzata nella ricerca di suoni, sostiene che sia contenuta una frase che spinge a compiere questo atto, frase che si dice reciti "Why Try? Why Try? Get the Gun and try it! Shoot! Shoot! Shoot!" (Perché provare? Perché provare? Prendi la pistola e provala! Spara! Spara! Spara!). Ozzy Osbourne, frontman dei Black Sabbath, si è difeso dichiarando che la canzone, avendo come tema principale i problemi causati dall'alcol, intendeva "suicide solution" nel senso di un liquido che causa la morte, riferendosi all'alcolismo, e non nel senso di uccidersi di proposito. Inoltre dichiarò di averla dedicata a Bon Scott, cantante degli AC/DC.

## Il brano
Il chitarrista Randy Rhoads è l'autore del possente riff metallico della canzone (lo aveva già utilizzato in precedenza per una canzone dei Quiet Riot, il suo ex gruppo, chiamata Force of Habit), e Bob Daisley è il coautore del testo insieme a Ozzy. Ozzy Osbourne ha dichiarato che il brano è un omaggio a Bon Scott, il cantante degli AC/DC che era morto a causa dell'abuso di alcol poco tempo prima che la canzone venisse pubblicata.

### Polemiche e guai giudiziari

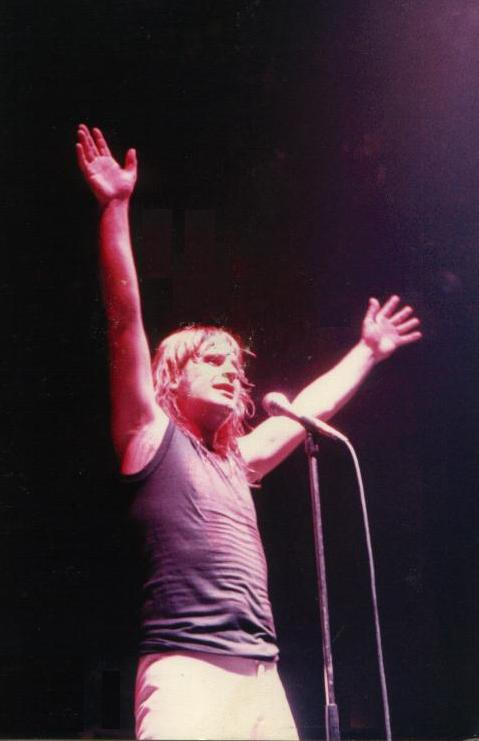
Ozzy durante il Blizzard of Ozz Tour a Cardiff nell'81 (prima tappa del tour nel Regno Unito)

La canzone è celebre soprattutto per aver "presumibilmente" istigato al suicidio almeno tre fan di Osbourne. Il 13 gennaio 1986, Ozzy Osbourne venne citato in giudizio dai genitori di John McCollum, un teenager americano che si era sparato in testa mentre ascoltava la canzone nell'ottobre del 1984. Il tribunale chiamò Osbourne a deporre davanti alla Corte. In particolare, la strofa incriminata dai legali dei genitori del ragazzo era:
But there's no one at home

Made your bed, rest your head

But you lie there and moan

Where to hide, suicide is the only way out»
Ma non c’è nessuno a casa

Hai fatto il letto, riposa la testa

Ma ti stendi e ti lamenti

Dove nascondersi, il suicidio è l’unica via d’uscita»
(Ozzy Osbourne, Suicide Solution)
In aggiunta, l'IBAR (Istituto per la Ricerca Bio-Acustica), analizzò la canzone da cima a fondo affermando di aver trovato un presunto messaggio subliminale a circa 2:19; Osbourne, però, negò qualsiasi intenzionalità. Sia Bob Daisley che Osbourne stesso, gli autori del testo incriminato, affermarono entrambi che Ozzy nel brano cantava: «Get the flaps out, bodge bodge bodge!», e non «Get the glass shoot», «Let yourself go», «Get the fucking gun» o «Get the gun, Get the gun and try it, shoot shoot shoot shoot shoot shoot!» ("Prendi la pistola, prendi la pistola e prova, spara spara spara spara!") come sostenuto dall'accusa.
Inoltre fu sottolineato il fatto che Osbourne e Daisley, nello scrivere le parole della canzone, utilizzarono il termine "solution" nel senso di "sostanza", nel caso specifico un liquido alcolico, non nel senso di metodo per risolvere un problema.  Osbourne affermò che lui stesso era stato un alcolizzato e che la canzone aveva un significato molto importante per lui perché ritraeva l'autodistruzione nella quale anche lui era cascato in precedenza.
Nell'aprile 1988, Osbourne e la CBS vennero citati nuovamente in giudizio a causa della canzone (e nuovamente assolti), perché un ragazzo di nome Michael Waller si era suicidato sparandosi in faccia mentre ascoltava Suicide Solution nell'abitacolo del suo camion, e poco tempo prima lo stesso aveva fatto Harold Hamilton sparandosi con la pistola del padre mentre sul piatto del giradischi suonava un album di Ozzy.
Un altro tragico evento che fu messo in relazione con Suicide Solution, fu il suicidio del quattordicenne Eric A. di St. Louis Park, Minnesota, che si sparò in testa con un proiettile calibro .22. Anche in questo caso i genitori del ragazzo fecero causa a Ozzy Osbourne, e inoltre anche agli AC/DC, ai Judas Priest, ai Black Sabbath e ai Mötley Crüe, tutti gruppi di rock duro accusati di incitare alla violenza e all'autolesionismo con la loro musica.
La parola fine alla questione, arrivò nel 1992 da parte della Corte Suprema degli Stati Uniti d'America che assolse con formula piena Osbourne, i suoi musicisti e la CBS.

A proposito di tutto il putiferio scatenatosi, Ozzy ebbe a dire: 
(Ozzy Osbourne)
(Ozzy Osbourne)

## Formazione
- Ozzy Osbourne - voce
- Randy Rhoads - chitarra elettrica
- Bob Daisley - basso
- Lee Kerslake - batteria